# Belgische Alliantie
De Belgische Alliantie was een nationale en Belgischgezinde partij opgericht in maart 2008 te Brugge. De partij werd door een gelijknamige vzw ondersteund. De partij heette in het Nederlands Belgische Alliantie, in het Frans Alliance Belge en in het Duits Belgische Allianz. De partij wilde de verschillende regio's opnieuw dichter bij elkaar brengen en in de eerste plaats de Belgische federale staat versterken door bevoegdheden terug naar het federale niveau over te hevelen. Kernwoorden voor de partij waren: "Respect, Logica en Optimisme".

## Geschiedenis
De Belgische Alliantie is ontstaan uit de Belgische Unie BUB. In maart 2008 wordt de Belgische Alliantie opgericht. Ruben Cottenjé wordt gevolgd door andere BUB-leden en richt in maart 2008 de Belgische Alliantie op. Cottenjé tekent voor de Belgische Alliantie een duidelijke structuur uit onder de vorm van een vzw. De Belgische Alliantie maakt zich sterk om het alternatief te zijn voor alle kleine Belgicistische partijtjes. In tegenstelling tot de Belgische Unie, streeft De Belgische Alliantie niet voor een terugkeer naar het Unitarisme maar pleit voor het herfederaliseren van strategische bevoegdheden van nationaal belang, een versterking van het federale niveau.
De partij hekelt de houding van alle traditionele partijen. Zij verwijt deze van het blindelings achterna hollen van het succes van de separatistische partijen, om kost wat het kost de zeil uit de wind te halen van deze partijen. De partij hekelt ook de particratie. Zij zou hiervoor een aantal maatregelen willen zien ingevoerd worden waaronder: het terugdringen van de invloed van partijen op de politieke besluitvorming, het bevorderen van een open politieke markt door afschaffing van de openbare partijfinanciering, de kiesdrempel afschaffen, kostenbeperking van kiescampagnes en gelijke toegang tot de media.
De partij blijft overtuigd dat het zijn score bij volgende verkiezingen kan optrekken indien zij volwaardig in de audiovisuele media aan bod kan komen.
Op de jaarlijkse nieuwjaarsreceptie van 29 januari 2010 maakte stichtend nationaal voorzitter Ruben Cottenjé bekend dat hij niet langer nationaal voorzitter bleef, na twee jaar de partij te hebben geleid. Hij wilde met een nieuwe voorzitter de Belgische Alliantie verder verruimen. Willy Deswaef, consul van Italië in Oostende, volgde Cottenjé op 17 februari 2010 op.
In 2011 begraven de Belgischgezinde partijen na lange onderhandelingen de strijdbijl en vormt de Belgische Alliantie, samen met de BUB, CDF en Unibelgium, het kartel BELG.UNIE. Het schisma in de Belgische beweging hield hiermee op te bestaan en het eenheidskartel trok in oktober 2012 voor de eerste keer samen naar de kiezer voor de provincie- en gemeenteraadsverkiezingen.
Door de teleurstellende verkiezingsresultaten en het opdoeken van kartelpartners CDF en Unibelgium, hield het kartel op te bestaan.

## Voorzitters
- Ruben Cottenjé, 6 maart 2008 tot 17 februari 2010
- Willy Deswaef, 17 februari 2010 tot heden

## Meertaligheid
De Belgische Alliantie wil onder andere de individuele meertaligheid aan te moedigen. Scholen moeten de mogelijkheid hebben immersie-onderwijs aan te bieden waarin de jongsten van onze maatschappij spelenderwijs in meerdere talen worden opgeleid. Het is immers in de vroegste ontwikkeling van het kind dat nieuwe talen het makkelijkst aangeleerd worden. 